# Porco Rosso
Porco Rosso (italienska för 'Röde Grisen', japansk originaltitel: 紅の豚; Kurenai no buta, 'Djupröde grisen') eller På flygande uppdrag i ursprunglig svensk översättning är en japansk animerad långfilm från 1992 regisserad av Hayao Miyazaki och animerad av Studio Ghibli. Filmen är fritt baserad på en kort manga av Miyazaki och kretsar kring en italiensk sjöpilot och prisjägare som var marinflygare under första världskriget och som hädanefter förvandlats till en antropomorfisk gris.

## Handling
Filmen utspelar sig i mellankrigstidens Italien runt decennieskiftet 1930 (enligt mangan sommaren 1929) och kretsar kring prisjägaren Porco Rosso, vars egentliga namn är Marco Pabatto, en italiensk marinflygare och krigsveteran från första världskriget, vars dagliga yrke är att jaga luftpirater med sin djupröda Savoia S.21 flygbåt (påhittat för filmen men lätt baserat på historiska italienska flygbåtar som SIAI S.21 och Macchi M.33), ett tävlingsflygplan tillverkat i enbart ett exemplar på grund av sin svårkontrollerade natur, vilken har modifierats med två kulsprutor i nosen. En traumatisk upplevelse från krigsåren fick Marco att avkasta sig mänskligheten och förvandla sig till gris genom en förbannelse, varav han döpte om sig till Porco Rosso, italienska för Röde Grisen.
Handlingen handlar mest om Porco Rossos liv som prisjägare och hans relationer till nya och gamla vänner, civilbefolkningen, laglösa och staten. Då handlingen tar plats under italienska fascismens makttillträde har filmen en underhandling om att Porco av olika anledningar är efterlyst av staten. Trots detta verkar Porco ha ett orelaterat anti-fascistiskt ställningstagande.

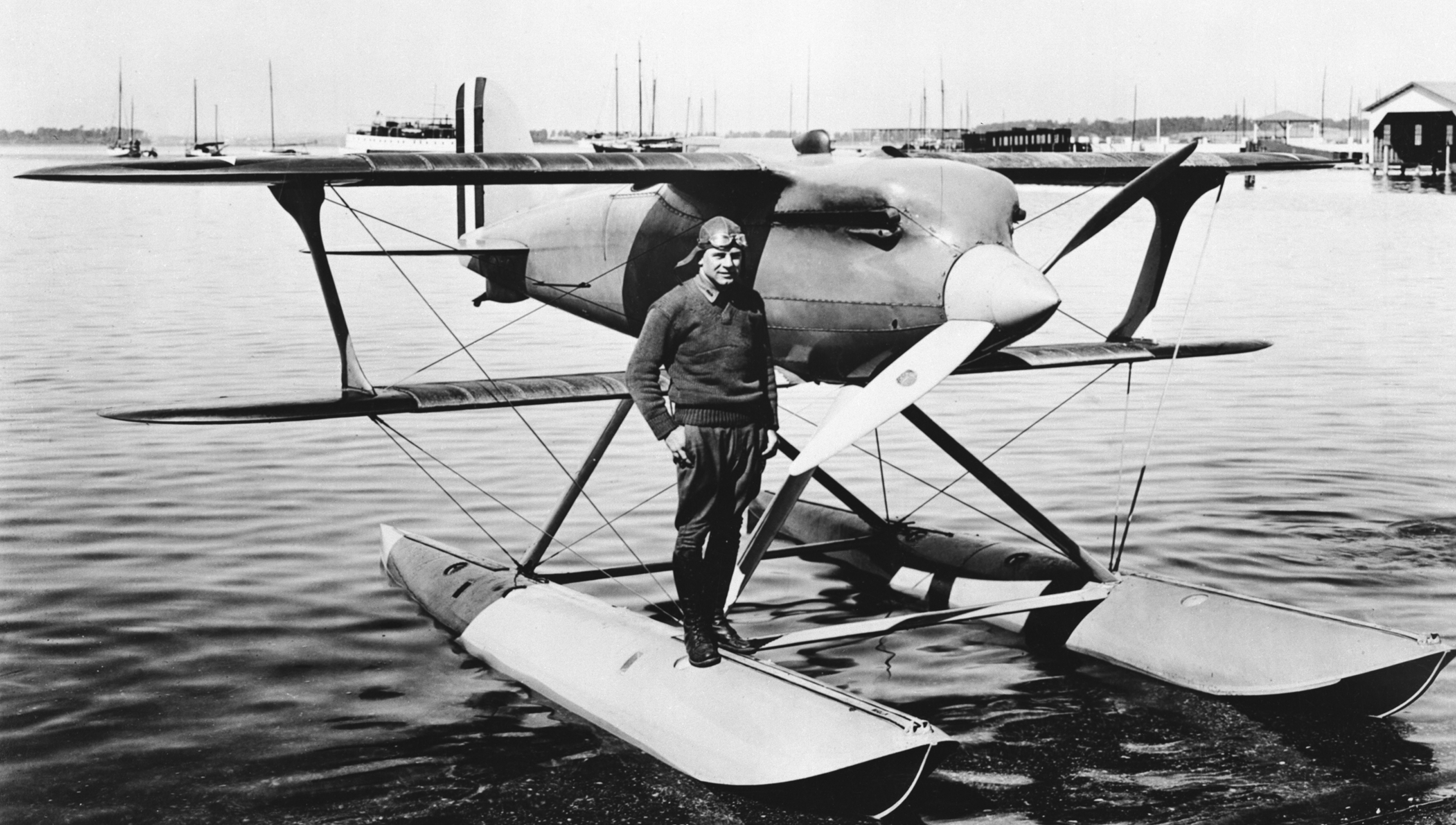
en, samma flygplan som flygs av antagonistpiloten Curtiss i filmen.

Filmens avslutas med en duell i kurvstrid inför stor publik mellan Porco och den antagonistiska legopiloten Curtiss, anordnat av ett syndikat av luftpiratgäng som genom ett inspirerande tal insett eller återfunnit skönheten i deras gemensamma marina flygkultur. Curtiss flyger ett pontonflygplan av fabrikat vid samma namn, en Curtiss R3C(en) (serienummer 0), vilken vann Schneidercupen 1925 mot det italienska flygplan som ursprungligen förde samma Ghibli-märkta flygmotor som Porcos Savoia S.21 får installerat i filmen. Curtiss R3C:a är målad i blå med gula detaljer, såsom spinner, pontonköl och sidroder, den sistnämnda märkt med en skallerorm.

### Bakgrund

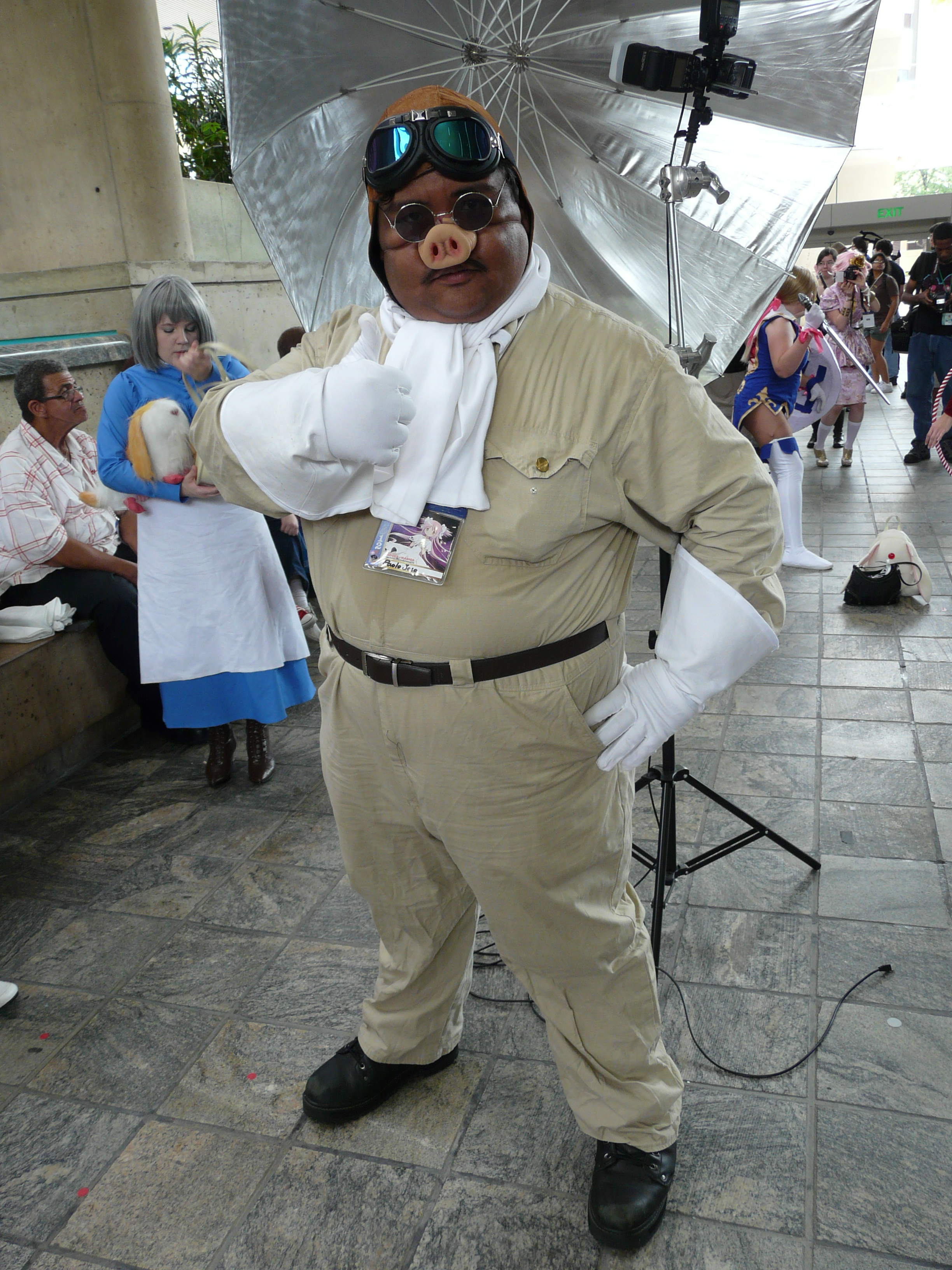
Porco Rosso-cosplay på konventet Otakon 2012.

Porco Rosso föddes som människan Marco Pabatto under sent 1800-tal i Italien och blev tidigt en flygare tillsammans med sina närmaste vänner. Under första världskriget gick han och hans barndomsvän "Belneldi" med i den Kungliga italienska arméns militära flygarkår mot Centralmakterna och fick befattningen marinflygare.
I filmen berättar Porco Rosso en historia från krigsåren som beskriver den upplevelse som fick honom att förvandla sig till gris. Under "krigets sista sommar" (1918 i historisk kronologi) var han och hans barndomsvän Belneldi på daglig patrull med sin italienske flygenhet över det Adriatiska havet på väg mot Istrien. Belneldi hade gift sig två dagar tidigare med deras barndomsvän Gina, en återkommande karaktär i filmen, där även Marco (Porco) var "best man" (bröllopsmarskalk), men hade nekats permission för smekmånad och behövt återvända till tjänst. Under patrullen stöter Marcos enhet på Österrike-Ungerns sjöflygarkår och en luftstrid bryter ut.
Under striden blir Marco jagad av tre fiendeplan och tappar därför bort sin vän Belneldi. Med stridens gång blir Marco den sista kvarvarande från sin enhet. Trots desperata undanmanövrar lyckas Marco inte skaka av sig fienderna och till slut ger hans kropp upp. Marco beskriver upplevelsen i en återblick som att han blev helt yr, lemmarna domnade och synen försvann, varav han trodde att han hade dött. Helt plötslig återfår han dock synen i ett ljussken och inser att han flyger i ett moln. Helt kraftlös låter han sitt plan flyga fritt, vilket trots kraftiga skottskador håller sig stabilt. Han beskriver det som att planet "bara fortsatte flyga av sig själv". Väl ovan molnen var allting helt tyst, "som en himmelsk prärie"; himlen var helt klar förutom en strimma av moln högt ovanför så långt ögat kan se. Snart upptäcks det att strimman av moln egentligen består av stupade stridspiloter i sina flygplan, varav italienska och österrike-ungerska stridspiloter från föregående strid, sittande i sina sjöflygplan med stillastående motor, helt stilla och uttryckslösa, börjar stiga fram ur molntäcket och upp mot strimman av flygplan, däribland Marcos vän Belneldi. Trots vädjan att ta Belneldis plats fortsätter Marcos plan att glida på molntäcket med halvgående motor och snart vaknar han upp från upplevelsen, flygande strax ovanför vattenytan i Adriatiska havet.
Upplevelsen, som ska symbolisera att Marco för en stund hamnat i limbo mellan liv och död för att sedan återvända till livet mot sin vilja, har viss grund i verkligheten. Efter sin beskrivning av händelsen lär Marco under sina extrema undanmanövrar ha dragit höga G-krafter som fått blodet att strömma ner i fötterna och skapat syrebrist i överkroppen, vilket leder till kraftlöshet, tunnelseende, yrsel och slutligen medvetslöshet, varvid han kan ha drömt eller hallucinerat hela händelseförloppet. Trots detta påverkade upplevelsen Marco enormt. Han förvandlade sig till en antropomorfisk gris genom en förbannelse, döpte om sig till Porco Rosso, försökte radera sitt tidigare liv och drog sig tillbaka från världen för att bli prisjägare mot luftpirater. I filmen sägs det att enbart ett foto av honom som människa finns kvar, ett foto han lovat mot sin vilja att inte förstöra, men han eller någon annan har redan retuscherat över hans ansikte med en penna. Det föreslås i filmen att upplevelsen var en akt av gud, att det inte var dags för Marco att dö då han är en god man, men Porco kontrar detta med sitt talesätt: –"alla goda män är redan döda", vilket antyder att han inte ser sig själv som god, eller att hans förflutna var gott men numera dött. Detta speglar även filmens underliggande handling om italienska fascismens makttillträde och Porcos motvilja mot detta, ungefär som att det gamla goda Italien är dött. Hans förvandling till gris kan förklaras som en självbestraffning för att han inte förtjänar att vara människa, men även som avståndstagande från människans ondska. Porco antyder vid flera tillfällen att han inte tror det finns hopp för mänskligheten. När en bankir försöker sälja honom patriotobligationer "för att hjälpa folket" lyder hans svar: –"det överlåter jag till folk, jag är bara gris".

## Produktion
Porco Rosso regisserades av Hayao Miyazaki och animerades av hans animationsstudio Studio Ghibli. Handlingen är fritt baserad på en kort manga (japanskt tecknad serie-format) av Miyazaki och var först tänkt som en kortfilm för interkontinentala flygningar på Japan Airlines men konceptet växte snabbt ut till en långfilm och blev Miyazakis första film med en medelålders man som huvudfigur.
Miyazaki har ett stort flygintresse och filmen inkluderar flera referenser till flyghistoria och dito. I filmen anlitar Porco Rosso en liten firma i Milano – Piccolo – till att reparera och tillverka sina flygplan. På en av flygmotorerna kan man läsa texten "Ghibli". Ghibli, ursprungligen namnet på en nordafrikansk ökenvind, var beteckningen på ett italienskt militärflygplan och gav även namnet till den japanska animationsstudion. Miyazaki var själv uppvuxen i en liknande familjefirma som tillverkade skevroder till Zero-planen från andra världskriget.
Miyazaki har sagt att den franskspråkiga dubbningen av filmen är hans favorit, då han anser att Jean Reno är den skådespelare som gjort den bästa gestaltningen av Porco Rosso.

### Uppföljare
I slutet av 00-talet ryktades det att Miyazaki var på gång med en fortsättning på Porco Rosso, trots att han i vanliga fall aldrig gör direkta uppföljare på sina filmsuccéer. Svaret blev att han istället arbetade på en film löst baserad på Jirō Horikoshis liv. Hirokoshi var den ursprungliga konstruktören av Zero-planet.

## Distribution

Den franska DVD-titeln.

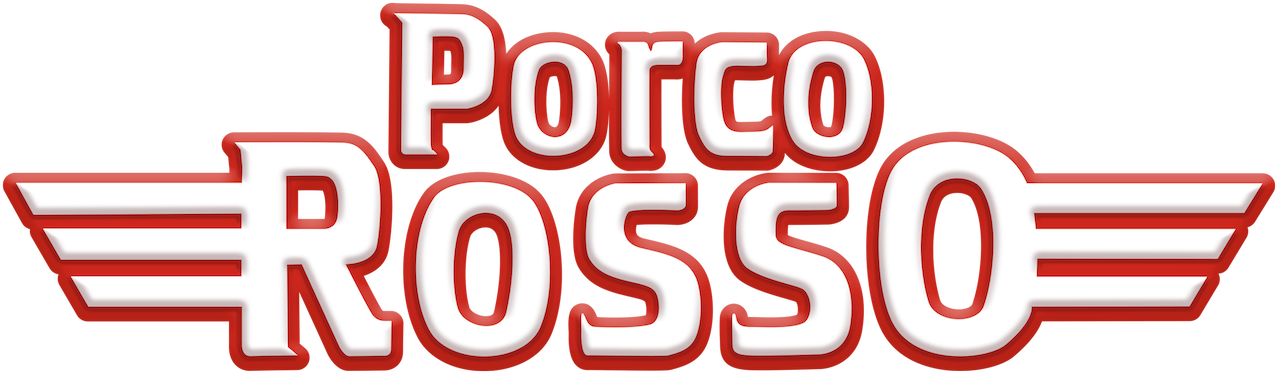
Netflix internationella titel.

Filmen hade japansk biopremiär 12 juni 1992.
I Sverige hade filmen premiär på TV1000 i mitten av 1990-talet under titeln På flygande uppdrag och dubbades enbart för TV. När filmen skulle släppas på DVD i Sverige gjordes en helt ny dubbning som hädanefter används i nysläpp och på strömningsplattformar. Den svenska DVD-utgåvan släpptes 28 januari 2009. I TV1000-dubben gjorde Mattias Knave rösten för Porco Rosso och Hasse Jonsson rösten för Curtis men i DVD-dubben har de ombytta roller.

## Medverkande
| Karaktärer                    | Svenska röster         | Svenska röster        | Japanska röster     | Ref   |
| Karaktärer                    | Originaldubb – 1996    | Omdubb – 2008         | Originaldubb – 1992 | Ref   |
| ----------------------------- | ---------------------- | --------------------- | ------------------- | ----- |
| Porco Rosso (Marco Pabatto)   | Mattias Knave          | Hans Jonsson          | Shuichiro Moriyama  | [ 4 ] |
| Madam Gina                    | Annelie Berg           | Mia Hansson           | Tokiko Kato         | [ 4 ] |
| Donald Curtis                 | Hans Jonsson           | Mattias Knave         | Akio Otsuka         | [ 4 ] |
| Capo (Mamma Aiuto-bossen)     | Andreas Nilsson        | Christian Fex         | Tsunehiko Kamijo    | [ 4 ] |
| Fio Piccolo                   | Eleonor Telcs-Lundberg | Rakel Wärmländer      | Akemi Okamura       | [ 4 ] |
| Fio Piccolo (som äldre)       | Irene Lindh            | Rakel Wärmländer      | –                   | [ 4 ] |
| Farfar Piccolo (mekanikern)   | Hans Wahlgren          | Johan Hedenberg       | Sanshi Katsura      | [ 4 ] |
| Farmor Piccolo                | –                      | Annelie Berg          | Hiroko Seki         | [ 4 ] |
| Fierrali (Marcos vän på bion) | Fredrik Dolk           | Anders Öjebo          | –                   | [ 4 ] |
| Övriga röster                 | Andreas Nilsson        | Anders Öjebo          |                     | [ 4 ] |
| Övriga röster                 | Eva Widgren            | Annelie Berg          |                     | [ 4 ] |
| Övriga röster                 | Fredrik Dolk           | Anton Olofson Raeder  |                     | [ 4 ] |
| Övriga röster                 | Hans Wahlgren          | Christian Fex         |                     | [ 4 ] |
| Övriga röster                 | Johan Hedenberg        | Dick Eriksson         |                     | [ 4 ] |
| Övriga röster                 | Martin Calberg         | Ewa Essen             |                     | [ 4 ] |
| Övriga röster                 | Nadine Legross         | Filippa Åberg         |                     | [ 4 ] |
| Övriga röster                 | Susanne Barklund       | Göran Berlander       |                     | [ 4 ] |
| Övriga röster                 |                        | Johan Hedenberg       |                     | [ 4 ] |
| Övriga röster                 |                        | Kim Stålnacke-Jonsson |                     | [ 4 ] |
| Övriga röster                 |                        | Mattias Knave         |                     | [ 4 ] |
| Övriga röster                 |                        | Mia Hansson           |                     | [ 4 ] |
| Övriga röster                 |                        | Myrra Malmberg        |                     | [ 4 ] |
| Övriga röster                 |                        | Nick Atkinson         |                     | [ 4 ] |
| Övriga röster                 |                        | Peter Sjöquist        |                     | [ 4 ] |
| Övriga röster                 |                        | Rakel Wärmländer      |                     | [ 4 ] |